# Handelsbank (Dendermonde)

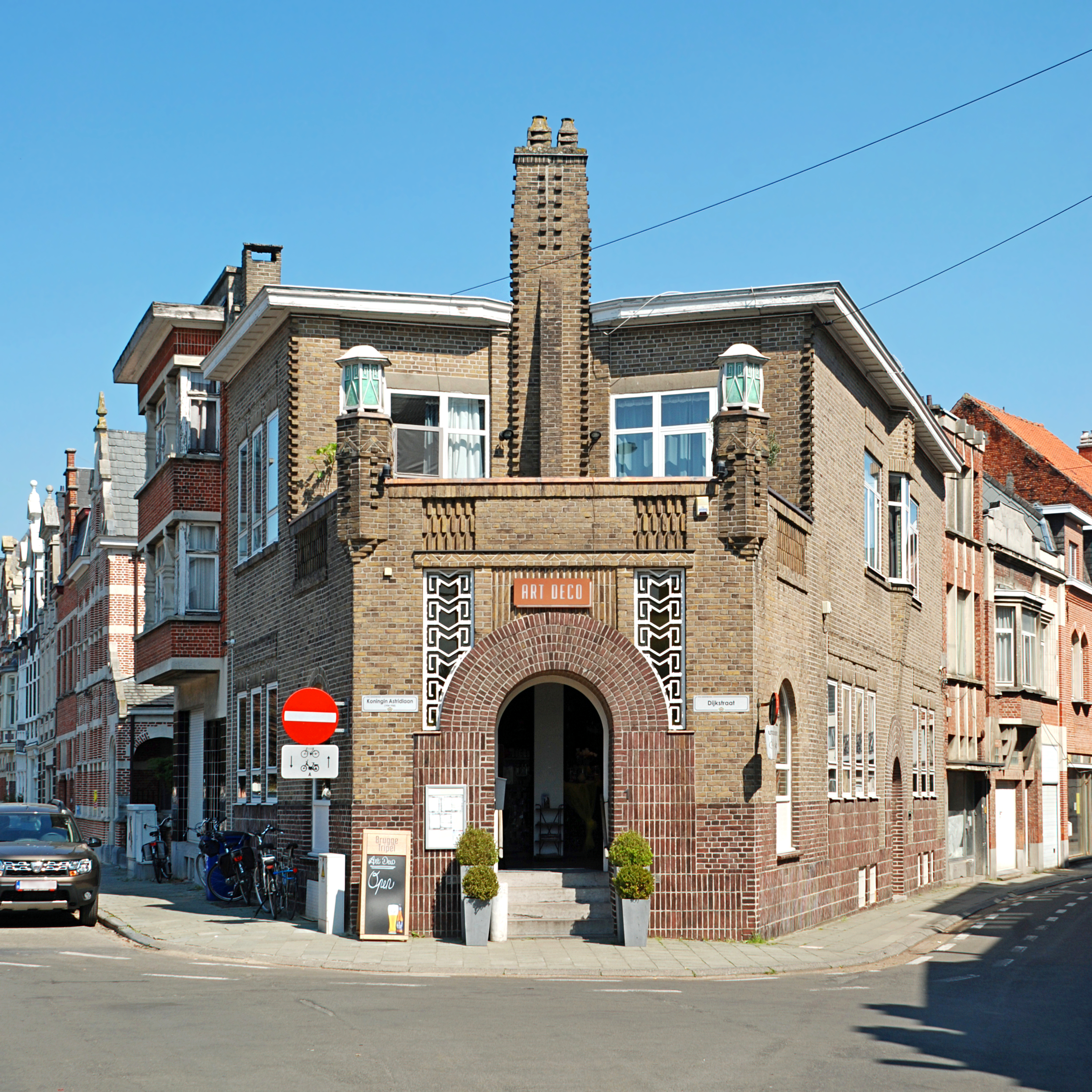
Gentse Handelsbank

De voormalige Handelsbank is een bouwwerk in de Oost-Vlaamse stad Dendermonde, gelegen aan de Dijkstraat 1-3.
Het bakstenen gebouw is van 1926 en werd ontworpen voor de Banque de Commerce de Gand (Gentse Handelsbank) door Jan-Albert De Bondt. Het werd ontworpen als een hoekhuis met twee bouwlagen in typische art decostijl. De indeling is die van een bankgebouw, met een entreehal, loketten en diverse kantoren. In 1936 werd het pand verkocht aan een hoedenmaakster. Later kwam er een brasserie in het gebouw waardoor de indeling veranderde. Deze zaak -met de naam Art Deco- werd in de art deco stijl ingericht.